# 일본 야구 국가대표팀
일본 야구 국가대표팀(일본어: 野球日本代表)은 일본을 대표하는 야구 국가대표팀이며 올림픽에서 야구가 시범종목으로 채택된 1984년 하계 올림픽부터 야구가 올림픽 공식 종목에서 제외되는 마지막 대회인 2020년 하계 올림픽까지 매회 올림픽마다 출전했으며 현재까지도 야구 세계 최강팀으로 손꼽힌다.

## 개요
처음에는 주로 아마추어 선수들로 구성한 팀을 파견했었지만 2000년 하계 올림픽 대회부터는 일본 프로 야구에서 활약하는 선수들로 구성된 팀을 파견하기 시작했다.
2006년 월드 베이스볼 클래식에는 메이저 리그에서 활약하고 있는 선수들도 포함되었고, 일본은 이 대회에서 결국 우승을 차지했다. 2009년 월드 베이스볼 클래식에는 무사도 정신으로 대회를 임하겠다는 각오로 대표팀의 명칭을 ‘사무라이 재팬’으로 정했으며 2회 대회에서는 대한민국을 꺾고 2연속 우승했다.

## 역대 대회 성적

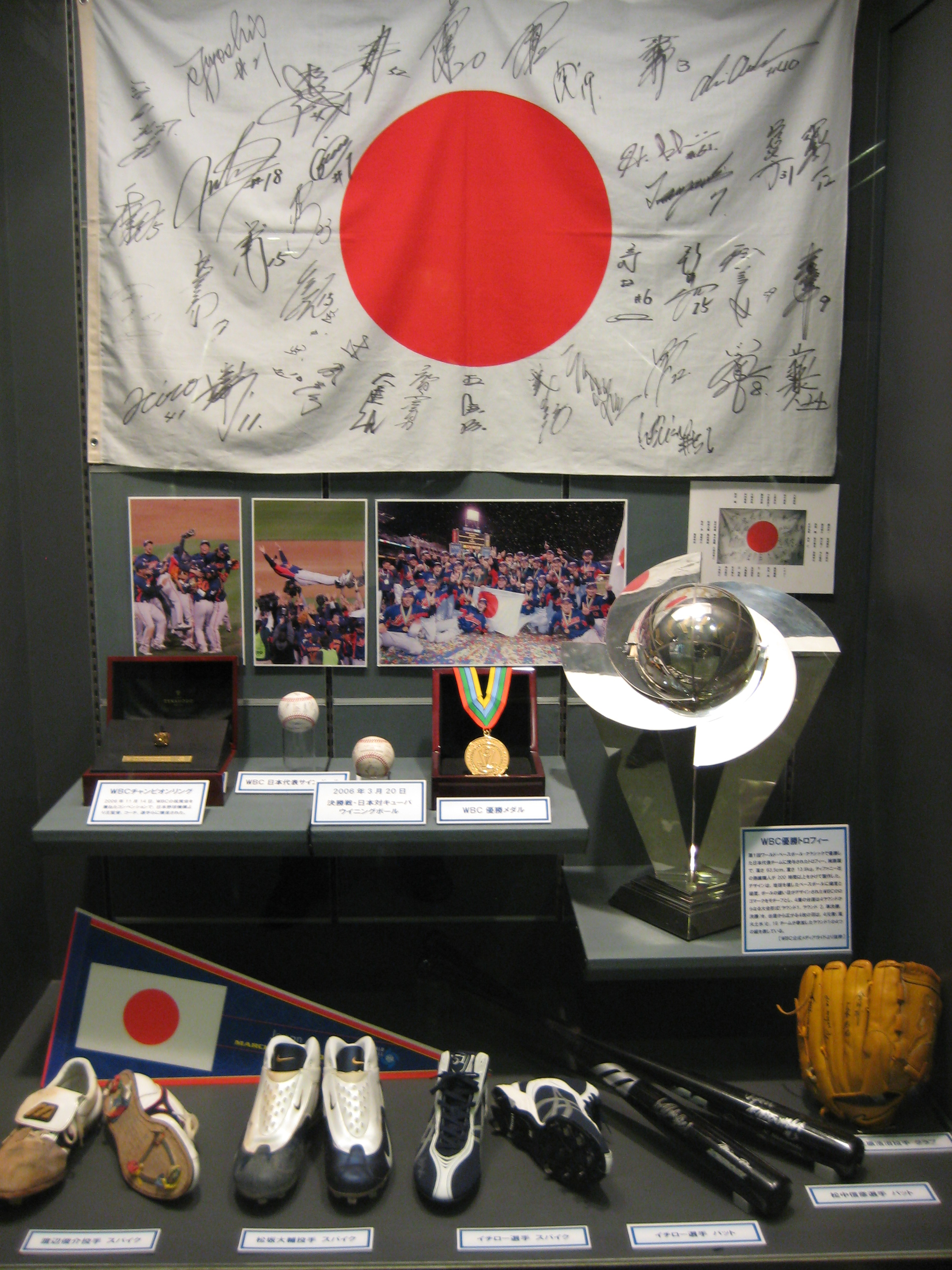
월드 베이스볼 클래식 우승 트로피

### 국제 대회 성적

#### 올림픽 성적
- 1984년 - 1위 (시범 종목)
- 1988년 - 2위 (시범 종목)
- 1992년 -  동메달
- 1996년 -  은메달
- 2000년 - 4위
- 2004년 -  동메달
- 2008년 - 4위
- 2020년 -  금메달
- 2028년 -

#### 월드 베이스볼 클래식 성적
- 2006년 -  우승
- 2009년 -  우승
- 2013년 -  3위
- 2017년 -  3위
- 2023년 -  우승
- 2026년 -

#### 야구 월드컵성적
| - 1972년 - 4위 - 1973년 - 예선 탈락 - 1974년 - 예선 탈락 - 1976년 - 3위 - 1978년 - 4위 - 1980년 - 3위 |  | - 1982년 - 준우승 - 1984년 - 4위 - 1986년 - 5위 - 1988년 - 4위 - 1990년 - 5위 - 1994년 - 3위 |  | - 1998년 - 5위 - 2001년 - 4위 - 2003년 - 3위 - 2005년 - 5위 - 2007년 - 3위 - 2009년 - 10위 |

#### 대륙간컵성적
| - 1973년 - 우승 - 1975년 - 준우승 - 1977년 - 3위 - 1979년 - 준우승 - 1981년 - 6위 - 1983년 - 예선 탈락 |  | - 1985년 - 3위 - 1987년 - 3위 - 1989년 - 준우승 - 1991년 - 준우승 - 1993년 - 3위 - 1995년 - 준우승 |  | - 1997년 - 우승 - 1999년 - 3위 - 2002년 - 5위 - 2006년 - 4위 |

### 아시아 지역대회 성적

#### 아시안 게임성적
- 1994년 -  금메달
- 1998년 -  은메달
- 2002년 -  동메달
- 2006년 -  은메달
- 2010년 -  동메달
- 2014년 -  동메달
- 2018년 -  은메달
- 2023년 -  동메달

#### 아시아 야구 선수권 대회성적
| - 1954년 - 준우승 - 1955년 - 우승 - 1959년 - 우승 - 1962년 - 우승 - 1963년 - 준우승 - 1965년 - 우승 - 1967년 - 우승 - 1969년 - 우승 - 1971년 - 준우승 |  | - 1973년 - 우승 - 1975년 - 준우승 - 1983년 - 준우승 - 1985년 - 우승 - 1987년 - 준우승 - 1989년 - 준우승 - 1991년 - 우승 - 1993년 - 우승 - 1995년 - 우승 |  | - 1997년 - 준우승 - 1999년 - 준우승 - 2001년 - 3위 - 2003년 - 우승 - 2005년 - 우승 - 2007년 - 우승 - 2009년 - 우승 |

#### WBSC 프리미어 12성적
- 2015년

-  3위
- 2019년

-  우승
- 2024년

-  준우승

## 같이 보기
- 일본의 스포츠
- 일본의 야구